# 『南京大虐殺』の歴史捏造を正す国民会議
『南京大虐殺』の歴史捏造を正す国民会議（なんきんだいぎゃくさつのれきしねつぞうをただすこくみんかいぎ）とは日本に存在する市民団体の名称。議長は渡部昇一。2015年、ユネスコ記憶遺産に中国が申請した「南京大虐殺文書」が登録されたことを受けて、有識者有志によって結成された団体である。2015年11月28日には東京都内で集会を開き、参加者からは南京大虐殺の証拠が存在しないことを政府が対外発信するように求められた。